# 23718 Horgos
A 23718 Horgos (ideiglenes jelöléssel 1998 GO10) a Naprendszer kisbolygóövében található aszteroida. Sárneczky Krisztián és Kiss László fedezte fel 1998. április 2-án. Nevét a magyar határ közelében található szerb városról, Horgosról kapta.